# Упругое рассеяние
Упру́гое рассе́яние — процесс взаимодействия (рассеяния) частиц, при котором их внутренние состояния остаются неизменными, а меняются лишь 
импульсы. Все другие варианты рассеяния частиц являются неупругими (например, если в ходе взаимодействия меняется число частиц или внутреннее состояние хотя бы одной из частиц). Кинетическая энергия и импульс частицы не считаются её внутренним состоянием. 
В нерелятивистском классическом случае при рассеянии частицы с массой m1 на частице с массой m2 в системе отсчёта, в которой вторая частица до столкновения покоилась, из законов сохранения энергии и импульса следует:
{\displaystyle m_{1}v_{1}^{2}=m_{1}v_{1}'^{2}+m_{2}v_{2}'^{2},}
{\displaystyle m_{1}v_{1}'\sin \alpha =m_{2}v_{2}'\sin \beta ,}
{\displaystyle m_{1}v_{1}=m_{1}v_{1}'\cos \alpha +m_{2}v_{2}'\cos \beta ,}
где {\displaystyle v_{1}',\,v_{2}'} — скорости частиц после столкновения,
{\displaystyle \alpha ,\,\beta } — углы, под которыми направлены скорости соответственно частиц 1 и 2 после столкновения по отношению к направлению движения частицы 1 до столкновения.
Угол {\displaystyle \alpha } называется углом рассеяния. Величины допустимых углов рассеяния определяются неравенством {\displaystyle \sin \alpha \leq m_{2}/m_{1}.}
В квантовой нерелятивистской теории упругое рассеяние бесспиновых частиц на бесконечности (т.е. при расстоянии между сталкивающимися частицами {\displaystyle r\to \infty }) можно описать решением уравнения Шрёдингера:
{\displaystyle \psi (\mathbf {r} )_{r\to \infty }\sim e^{i\mathbf {kr} }+f(\vartheta )r^{-1}e^{i\mathbf {kr} },}
где {\displaystyle \mathbf {k} =\mathbf {p} /\hbar } — волновой вектор частицы,
{\displaystyle \mathbf {p} } — импульс частицы в системе центра масс,
{\displaystyle \vartheta } — угол рассеяния,
{\displaystyle f(\vartheta )} — амплитуда рассеяния, которая зависит от угла рассеяния и энергии частиц.
В этом выражении первый член описывает падающие частицы, второй — рассеянные частицы.
Квадрат модуля амплитуды рассеяния в данный угол в системе центра масс равен дифференциальному сечению рассеяния  — отношению числа частиц, рассеянных за единицу времени в элемент телесного угла {\displaystyle d\Omega ,} к плотности потока частиц:
{\displaystyle |f(\vartheta )|^{2}={\frac {d\sigma }{d\Omega }}.}
Амплитуду рассеяния можно разложить в ряд по парциальным волнам, имеющим физический смысл состояний с определённым орбитальным моментом L:
{\displaystyle f(\vartheta )={\frac {1}{2ik}}\sum _{L=0}^{\infty }(2L+1)(S_{L}-1)P_{L}(\cos \vartheta ),}
где {\displaystyle P_{L}(\cos(\theta ))} — многочлены Лежандра,
{\displaystyle S_{L}=e^{2i\delta _{L}}} — элементы матрицы рассеяния — комплексные функции энергии, зависящие от характера взаимодействия.
Для упругого рассеяния {\displaystyle S_{L}=e^{2i\delta _{L}},} где {\displaystyle \delta _{L}} — фаза рассеяния данной парциальной волны.
В случае упругого рассеяния число падающих частиц с данным орбитальным моментом L равно числу рассеянных частиц с тем же моментом, и {\displaystyle |S_{L}|=1.}
Амплитуда парциальной волны может быть выражена через элемент S-матрицы и фазу рассеяния как
{\displaystyle f_{L}={\frac {S_{L}-1}{2ik}}={\frac {e^{2i\delta _{L}}-1}{2ik}}={\frac {e^{i\delta _{L}}\sin \delta _{L}}{k}}={\frac {1}{k\operatorname {ctg} \delta _{L}-ik}}.}
Полное сечение упругого рассеяния {\displaystyle \sigma ^{\text{el}}} равно сумме парциальных сечений со всеми возможными орбитальными моментами:
{\displaystyle \sigma ^{\text{el}}=\sum _{L=0}^{\infty }\sigma _{L}^{\text{el}},}
{\displaystyle \sigma _{L}^{\text{el}}=\pi \lambda \!\!\!^{{}^{\underline {\ \ }}}{}^{2}(2L+1)|S_{L}-1|^{2},}
где {\displaystyle \lambda \!\!\!^{{}^{\underline {\ \ }}}=1/k} — де-бройлевская длина волны частицы.
Максимальное парциальное сечение (резонанс в упругом рассеянии) достигается при {\displaystyle S_{L}=-1;} оно равно
{\displaystyle \left(\sigma _{L}^{\text{el}}\right)_{\text{max}}=4\pi \lambda \!\!\!^{{}^{\underline {\ \ }}}{}^{2}(2L+1),}
причём фаза рассеяния {\displaystyle \delta _{L}=\pi /2.} Следовательно, для резонансных условий сечение упругого рассеяния определяется де-бройлевской длиной волны и, если частица имеет малый импульс (соответственно большую длину волны {\displaystyle \lambda \!\!\!^{{}^{\underline {\ \ }}},} значительно превосходящую классический радиус {\displaystyle R_{0}} рассеивающей частицы), наблюдаемое сечение может значительно превосходить классическое сечение рассеяния {\displaystyle \pi R_{0}^{2}.}

## Примеры упругого рассеяния
- Рэлеевское рассеяние — рассеяние света на объектах, размеры которых меньше его длины волны.
- Томсоновское рассеяние — рассеяние фотонов на электронах (или других заряженных частицах) в частном случае, когда энергия фотона пренебрежимо мала по сравнению с массой рассеивающей частицы.
- Комптоновское рассеяние (комптон-эффект) — общий случай рассеяния фотонов на электронах (или других заряженных частицах); при стремлении энергии фотонов к нулю переходит в томсоновское рассеяние.
- Обратное комптоновское рассеяние — рассеяние электронов (или других заряженных частиц) на фотонах.
- Резерфордовское рассеяние (кулоновское рассеяние) — нерелятивистское рассеяние тяжёлых заряженных частиц (в частности, альфа-частиц) на ядрах атомов.